# 琳达·因德甘德
琳达·因德甘德（德語：Linda Indergand，1993年7月13日—），瑞士女子自行车运动员，2020年夏季奥林匹克运动会女子越野赛铜牌得主、2024年瑞士全国山地自行车锦标赛女子越野赛金牌得主。